# アルグ石
アルグ石(Argutite)は、珍しいゲルマニウムの酸化鉱物である。金紅石グループの1つである。
フランスオート＝ガロンヌ県ピレネー山脈中央にあるアルギュ鉱床で1983年に発見されたものが最初に記載された。模式地は、変成作用が起こりつつある古生代の堆積岩の亜鉛鉱石地域の中にある。関連する鉱物には、閃亜鉛鉱、錫石、菱鉄鉱、ブリアル鉱等がある。